# 班彪
班 彪（はん ひょう、3年 - 54年）は、後漢の歴史家。字は叔皮。祖父の班況は成帝の時代に越騎校尉に任じられ、父の班稚は哀帝の時代に広平太守に任じられた。子は班固・班超・班昭。孫は班勇（班超の三男）。

## 略歴
班彪は右扶風安陵県（現在の陝西省咸陽市渭城区）に儒家の子として生まれ、前漢末に戦火を避け竇融の庇護を受けた。その後、光武帝による後漢政権建設に功績があったことから徐県令に任じられた。しかし間もなく病気を理由に官を辞し、その後は『史記』の補充を行い『史記後伝』65編を編集、後に子である班固による『漢書』成立の基礎を築いた。
『後漢書』に列伝が掲載されている。